# Baldwin (Iowa)
Pour les articles homonymes, voir Baldwin.
Baldwin est une ville du  comté de Jackson, en Iowa, aux États-Unis. Elle est incorporée le 8 décembre 1881.

## Source de la traduction
- (en) Cet article est partiellement ou en totalité issu de l’article de Wikipédia en anglais intitulé « Baldwin, Iowa » (voir la liste des auteurs).